# 1058 Grubba
1058 Grubba (tên chỉ định: 1925 MA) là một tiểu hành tinh bay quanh Mặt Trời, là thành viên của họ Augusta.
Grubba được phát hiện ngày 22 tháng 6 năm 1925, bởi Grigory Abramovich Shajn ở Đài thiên văn Simeiz ở Krym, Ukraina. Nó được đặt theo tên Sir Howard Grubb, người đã chế ra chiếc kính thiên văn của đài này.